# Parentucellia latifolia
Parentucellia latifolia är en snyltrotsväxtart som först beskrevs av Carl von Linné, och fick sitt nu gällande namn av Théodore Caruel. Parentucellia latifolia ingår i släktet gulhösläktet, och familjen snyltrotsväxter.

## Underarter
Arten delas in i följande underarter:
- P. l. flaviflora
- P. l. latifolia